# Katarina Konstantinović
Katarina Konstantinović, född 1848, död 1910, var en serbisk adelsdam. Hon var dotter till prinsessan Anka Obrenović och 	adelsmannen Alexander Konstantinović och mätress till sin kusin Mihajlo Obrenović III av Serbien, som hade planer på att gifta sig med henne och som dödades i ett attentat 1868.
Katarina spelade rollen av Serbiens första dam i representativa sammanhang efter att hennes släkting kung Milan I av Serbien separerade från sin hustru drottning Natalia Obrenović år 1887.
En tid efter faderns död blev Katarina och hennes mor inbjudna till hovet av hennes kusin, Serbiens regerande furste Mihajlo. Katarina och Mihajlo inledde ett förhållande, och Mihajlo planerade att skilja sig från sin dåvarande hustru Julia och gifta sig med Katarina. Förhållandet utspelade sig helt öppet vid hovet och Katarina hånade öppet Julia. Julia var barnlös och hade själv ett annat förhållande, och hon var impopulär på grund av sin katolicism. Trots detta var Mihajlos planer på skilsmässa för att kunna gifta om sig med sin kusin mycket impopulära och ledde till en kris.
Den 10 augusti 1868 promenerade Katarina tillsammans med Mihajlo och sin mor vid flodstranden på Mihajlos lantegendom utanför Belgrad då de utsattes för ett attentat, som dödade Mihajlo och Katarinas mor. Katarina själv överlevde, och gifte sig samma år med en annan kusin.
Hennes make säkrade hennes minderårige släkting Milans tronbestigning och fungerade som dennes regent under Milans omyndighet. Katarina blev änka 1873 och gifte strax efteråt om sig med en annan general. När kung Milan separerade från sin hustru 1887 fungerade Katarina som Serbiens drottning i representativa sammanhang. Katarina lämnade så småningom sin man med sin 18 år yngre älskare, en vän till hennes son, och levde sedan på underhåll från sin son och sin syster.